# Kim Čun-ho
Kim Čun-ho (korejsky 김준호, anglický přepis: Kim Jun-ho; * 9. října 1995 Soul) je jihokorejský rychlobruslař.
V roce 2013 debutoval na juniorském světovém šampionátu, od téhož roku závodí ve Světovém poháru. Zúčastnil se Zimních olympijských her 2014 (500 m – 21. místo). V roce 2015 vyhrál závod na 500 m na Mistrovství světa juniorů, tehdy také debutoval na seniorských světových šampionátech. Startoval na Zimních olympijských hrách 2018, kde skončil na distanci 500 m dvanáctý. Z Mistrovství světa 2019 si přivezl stříbrnou medaili z týmového sprintu. Na premiérovém Mistrovství čtyř kontinentů 2020 vyhrál závod na 500 m a týmový sprint. Zúčastnil se ZOH 2022 (500 m – 6. místo). Z Mistrovství čtyř kontinentů 2023 si přivezl stříbrnou medaili z týmového sprintu a bronz z distance 500 m.